# Callicostella bescherellei
Callicostella bescherellei là một loài rêu trong họ Pilotrichaceae. Loài này được (Paris) M. Fleisch. mô tả khoa học đầu tiên năm 1922.